# Субік-Бей
Субік-Бей або затока Субік (англ. Subic Bay) — природна гавань, яка лежить у західній частині острова Лусон на Філіппінах. Затока розташована приблизно за 100 кілометрів на північний захід від Манільської затоки. Її береги, які є продовженням Південнокитайського моря, раніше були місцем розташування великого об'єкта ВМС Сполучених Штатів, військово-морської бази США Субік-Бей, нині промислової та комерційної зони, відомої як Зона вільного порту Субік-Бей під управлінням столичної адміністрації Субік-Бей.
Сьогодні акваторія затоки, а також міста та установи, що оточують затоку, спільно відомі як Субік-Бей. Це включає в себе колишню військово-морську базу, верф Ханьцзінь, місто Олонгапо, муніципальне місто Субік і колишні житлові райони оборони США Бініктікан і Калаян, аж до Моронг (Батаан).
Бухта була давно відома своїми глибокими та захищеними водами, але розвиток відбувався повільно через відсутність рівного рельєфу навколо затоки.